# ウルケシュ
座標: 北緯37度3分25秒 東経40度59分50秒 / 北緯37.05694度 東経40.99722度

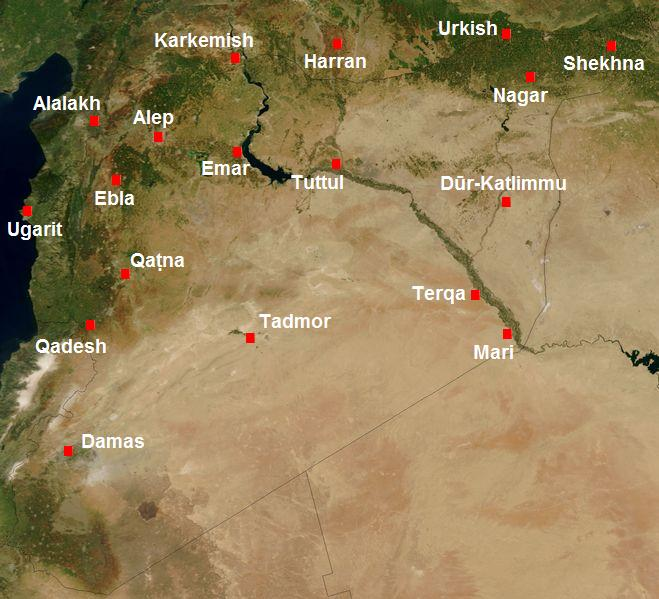
紀元前2千年紀ごろのシリア・メソポタミア周辺地図。ウルケシュは図の右上にある

ウルケシュ（ウルキシュ、Urkesh、Urkish、Urkeš）は、現在のシリア北東部のタウルス山脈のふもとにある古代の都市国家遺跡。現代のカーミシュリーの街の近く、クルド人の多い街アムダ（Amuda、Amûdê）から5kmほどハブール川を遡った場所にあるテル・モザン（Tell Mozan、Girê Mozan）という遺丘がウルケシュの跡地である。
ウルケシュは紀元前4千年紀に、おそらくフルリ人によって建設されたが、その何世紀も前から集落があったとみられ、オオムギ、エンマーコムギ、裸麦など多くの穀物、ヒヨコマメやソラマメなど豆類、イチジクなどの果物などが食べられていたと考えられる。年平均降水量は400mmから450mmで穀物の栽培が可能な範囲である。現在はステップが広がるが、青銅器時代にはもう少し湿った気候だったと考えられる。ハブール川の河谷が深いため、灌漑は川の周辺でしか行えなかった。
ウルケシュはハブール川上流域の交易を支配下に置き、北のアナトリアの高地から採れる豊富な銅を、西の地中海方面や東のザグロス山脈・ペルシャ方面に運んで利益を得ていた。

## 歴史
ウルケシュはアッカド帝国の同盟国で、このつながりは王朝同士の結婚の伝統によるものと信じられている。アッカドの王ナラム・シンの娘タラーム・アガデ（Tar'am-Agade）はウルケシュの王と結婚したと考えられている。
紀元前2千年紀、ウルケシュは南のユーフラテス川沿いにあるマリ王国の手に渡り、ウルケシュの王はマリの封臣（および、マリから任命される傀儡政権の王）となった。ウルケシュの人々はこれを恨み、マリ王国の文書庫から発掘された「マリ文書」の中にはウルケシュの強い抵抗を物語るものもある。ある書簡では、マリの王がウルケシュの王に対し、「私のせいであなたの街の息子たちがあなたを嫌っているとは知らなかった。しかしあなたは私のものだ、たとえウルケシュの街は私のものではないとしても」と書いている。
ウルケシュの街は紀元前2千年紀の半ばごろに放棄されたとみられるが、その理由は現在のところは不明である。
ウルケシュの王族の系図や名前などはほとんど分かっていないが、以下の人名は都市国家ウルケシュの王のものであると分かっている。知られている王たちのうち最初の3人（そのうち2人しか名前が分からない）はフルリ人の称号である「エンダン」（endan）を名乗っている。
- トゥプキシュ・エンダン　Tupkish endan （紀元前2250年頃）
- ティシュ＝アタル・エンダン　Tish-atal endan （在位時期不明）
- シャタル＝マト　Shatar-mat （在位時期不明）
- アタル＝シェン　Atal-shen （在位時期不明）
- アン＝アタル　Ann-atal （紀元前2050年頃）
- テーイッル　Te'irru （紀元前1800年頃）

ウルケシュを、「Ur-Kesed」（「kesed」はカルデア（新バビロニア）を表す）と分解し、旧約聖書に登場する「カルデアのウル」（Ur of the Chaldees）と結びつける説もあるが、これは主流の説とは違うことは述べておく必要がある。ウルケシュを「カルデアのウル」と結びつける近代の研究成果はなく、カルデア王国はメソポタミアの最南部にあり全く離れている。現在では「カルデアのウル」はウルのことと考えられている。

## 発掘
テル・モザンの遺丘の発掘は、20世紀前半のイギリスの考古学者マックス・マローワン卿（Sir Max Mallowan）が1930年代に開始した。マローワンの妻だったこともある推理小説作家アガサ・クリスティは、マローワンたちがこの遺跡が古代ローマのものと考え、発掘を続けるのをやめたと書いている。後年の発掘結果ではローマ時代の居住跡は発見されていないが、マローワンは南にあるチャガル・バザールの発掘に移った。
発掘された遺跡のうち重要なものはトゥプキシュの王宮、これに関連する魔術のための地下施設（アビ Abi）、神殿が頂上にありその前に広場のある巨大な丘、住宅地区、墳墓群、市の外側の城壁と内側の城壁などである。